# Claville
Claville é uma comuna francesa na região administrativa da Normandia, no departamento de Eure. Estende-se por uma área de 17,59 km². Em 2010 a comuna tinha 1 104 habitantes (densidade: 62,8 hab./km²).